# Масгрейв, Теа
Теа Масгрейв (англ. Thea Musgrave; род. 27 мая 1928, Эдинбург) — шотландский композитор, автор концертов, опер, хоровых произведений и камерной музыки.

## Биография и творчество
Теа Масгрейв родилась в 1928 году в Эдинбурге. В течение трёх лет она училась в Эдинбургском университете, где на неё оказал большое влияние Дональд Тови. В 1950 году она окончила университет со степенью бакалавра и продолжила своё обучение в Париже, в частности, у Нади Буланже. В 1953 году произведения Масгрейв впервые исполнялись в Шотландии. Для ранних её сочинений было характерно использование диатоники; в них присутствовали традиционные шотландские и средневековые мотивы. В своём творчестве второй половины 1950-х годов композитор обратилась к хроматизму и сериализму.
В 1960-х годах Теа Масгрейв писала преимущественно камерную и вокальную музыку, но также обращалась и к крупной форме. В 1967 году состоялась премьера её трёхактной оперы «The Decision». В конце 1960-х — начале 1970-х годов она создала ряд концертов, в которых сформировался её подчёркнуто драматический инструментальный стиль.
В 1970 году Теа Масгрейв стала приглашённым профессором в Калифорнийском университете в Санта-Барбаре. В 1971 году она вышла замуж за американского альтиста и дирижёра Питера Марка и переселилась в США. В 1970-х годах она часто дирижировала исполнением собственных произведений различными оркестрами Шотландии и США. В 1974 году Масгрейв получила премию Кусевицкого и две стипендии Гуггенхайма. В 1970-х — 1980-х годах она создала ряд опер, многие из которых были поставлены Оперой Виргинии (Virginia Opera), и два балета. В этот период в её музыке нередко появляется электронное звучание, в том числе с использованием магнитофонной записи. В 1980-е годы композитор преимущественно писала оркестровые произведения и инструментальные концерты. В 2003 году состоялась премьера её произведения «Turbulent Landscapes», по мотивам картин Уильяма Тёрнера. В 2006 году Масгрейв написала, в честь двухсотлетнего юбилея Моцарта, произведение «Journey into Light». В 2007 году было впервые исполнено её вокальное произведение для хора a cappella «Voices of Power and Protest».
Отдельного внимания заслуживает сотрудничество Теи Масгрейв с британским гобоистом и её коллегой — лауреатом Королевской медали за музыку Николасом Даниелем, для которого она написала множество произведений для гобоя (Dawn, Whirlwind, Take Two Oboes, Cantilena, Night Windows, Two’s Company, Threnody, Helios).
С 1987 по 2002 год Теа Масгрейв преподавала в Колледже Куинс Городского университета Нью-Йорка. В 2002 году она была награждена Орденом Британской империи. В 2017 году Масгрейв получила Королевскую медаль за музыку.